# Nachal Nili
Nachal Nili (hebrejsky: נחל ניל"י) je vádí v severním Izraeli, ve vysočině Ramat Menaše.
Začíná v nadmořské výšce necelých 200 metrů nad mořem, v centrální části vysočiny Ramat Menaše, jižně od obce Gal'ed. Odtud vádí směřuje k západu odlesněnou, mírně zvlněnou krajinou. Ze severu míjí vesnici Giv'at Nili, stáčí se k severozápadu, podchází dálnici číslo 6 a nedaleko vesnice Amikam ústí zleva do vádí Nachal Taninim.